# Snake Pass

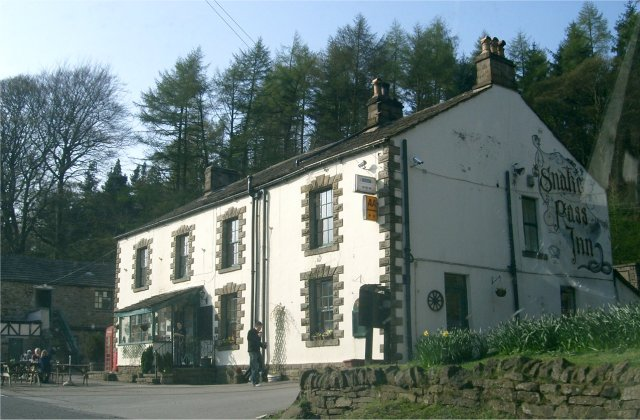
Snake Pass Inn

Snake Pass ist der Name eines Abschnitts der Fernstraße A 57 zwischen Glossop und Sheffield im Peak District in Derbyshire, England.
Die Straße führt zwischen dem Kinder Scout und dem Bleaklow von Glossop im Westen mit einer Steigung von bis zu 7 % bis auf die Passhöhe in einer Höhe von 512 m über dem Meeresspiegel hinauf. Nach Westen fällt die Straße zum Ladybower Reservoir hin ab.
1820 wurde die erste Straße über den Snake Pass als der kürzesten Verbindung von Manchester nach Sheffield gebaut. Der Name des Passes rührt von einem Gasthaus (Pub), dem „Snake  Inn“, her, das an der westlichen Seite des Passes liegt und heute „Snake Pass Inn“ heißt.
Der Snake Pass wurde von einem Automagazin zur besonders empfehlenswerten Strecke gekürt. Die A57 wird im Winter wegen Eisglätte und Schnee oft im Verlauf des Snake Pass geschlossen.

## Sonstiges
Die Straße wurde nicht nur im Radrennen der Tour of Britain von Radfahrern im Rennen überquert, der Glossop Kinder Velo Radsport Club veranstaltet regelmäßig Rennen über den Pass.
Die Musikgruppe The Human League hat auf ihrem Album Secrets (2001) den Snake Pass in ihrem Titel „The Snake“ besungen.
Die Band Autechre verweist mit Titeln ihres Albums Anvil Vapre auf Orte, die am Snake Pass liegen.

## Nachweise
1. ↑  England's best driving road Autotrader Magazin vom 23. April 2009